# Forum Żydzi – Chrześcijanie – Muzułmanie
Forum Żydzi – Chrześcijanie – Muzułmanie (zapis stylizowany FORUM Żydzi – Chrześcijanie – Muzułmanie) – internetowy serwis informacyjny powstały w roku 2001 i wydawany do 1 stycznia 2014, prezentujący wiadomości związane z kulturą i problematyką religii żydowskiej, chrześcijańskiej oraz muzułmańskiej, a także dialogu między tymi religiami. Wydawcą była Fundacja Kultury Chrześcijańskiej „Znak”.

## Historia
Magazyn powstał w 2001 z inicjatywy Stefana Wilkanowicza, który był również jego redaktorem naczelnym.  Wcześniej Wilkanowicz był założycielem „Forum: Żydzi-Polacy-Chrześcijanie”, będącego jednym z najważniejszych internetowych magazynów poświęconych tematyce dialogu chrześcijańsko-żydowskiego, jednak po zamachach z 11 września 2001 roku, Wilkanowicz postanowił poszerzyć formułę Forum do trialogu. W 2004 roku, Stefan Wilkanowicz za „stworzenie w Internecie płaszczyzny dialogu międzyreligijnego, a także za autorską propozycję preambuły do konstytucji Unii Europejskiej” został wyróżniony  Nagrodą dziennikarską im. bp. Jana Chrapka „Ślad”. Magazyn był między innymi inicjatorem spotkań „Trialog w Europie”. W 2012 r. ukazało się książkowe wydanie wyboru tekstów stanowiących dorobek kilkunastu lat pracy „FORUM Żydzi – Chrześcijanie – Muzułmanie”, wzbogacone o płytę CD.
Redaktorem naczylnym był Stefan Wilkanowicz, a do współpracowników należeli m.in. Waldemar Piasecki i Tomasz Ponikło.